# Magistratura degli Straordinari
La Magistratura degli Straordinari fu un organo giudiziario e amministrativo della Repubblica di Genova, attivo dal 1530 fino alla caduta dello Stato genovese nel 1797. Nacque come sostituto del precedente Magistrato degli Anziani, nel quadro della riforma oligarchica del governo avviata con Andrea Doria, e rappresentava una delle magistrature speciali preposte alla gestione della giustizia in ambiti straordinari, non ordinari o emergenziali.
La magistratura era composta da sette membri, di cui cinque erano detti “giovani” ed eletti tra i cittadini appartenenti alle famiglie dell’aristocrazia genovese. Completavano l’organo un cancelliere e un sottocancelliere. I membri restavano in carica per sei mesi, e le nomine avvenivano due volte l’anno, nel mese di gennaio e in quello di luglio. A livello operativo, il Magistrato aveva sede presso il Palazzo Ducale, come molte delle principali magistrature genovesi del periodo.
La funzione principale era giudiziaria. Aveva infatti competenza su appelli e controversie straordinarie, ossia quelle cause che, per la loro complessità o particolarità, non potevano essere trattate dagli organi ordinari. In particolare, riceveva gli appelli contro le sentenze della Rota civile e nominava i giudici incaricati di riesaminare i casi, esercitando dunque un ruolo intermedio e selettivo tra le varie istanze del sistema giuridico. Un secondo ambito di competenza era quello delle nomine amministrative: al magistrato spettava il compito di designare tutori, esecutori testamentari, curatori e amministratori fiduciari (fedecommissari), con particolare attenzione alla tutela dei minori, degli incapaci e delle eredità in contenzioso. L’autorità della magistratura era esercitata all’interno del territorio cittadino e nelle tre podesterie suburbane di Voltri, Polcevera e Bisagno. Al di fuori di questi confini, le stesse funzioni erano svolte da un’altra magistratura genovese, detta Magistrato di Terraferma. Il Magistrato degli Straordinari era quindi un organo misto, dotato sia di funzioni giurisdizionali sia di responsabilità amministrative.
Con la soppressione della Repubblica di Genova e la proclamazione della Repubblica Ligure nel 1797, tutte le magistrature tradizionali furono abolite in favore di una riforma ispirata al modello francese. Anche il Magistrato degli Straordinari cessò le proprie funzioni, lasciando tuttavia una cospicua documentazione archivistica oggi conservata presso l’Archivio di Stato di Genova. Le sue carte, datate tra il 1531 e il 1797, sono consultabili e descritte nel Sistema Informativo degli Archivi di Stato (SIAS).